# Pirgovo
Pirgovo (bulgariska: Пиргово) är ett distrikt i Bulgarien.   Det ligger i kommunen Obsjtina Ivanovo och regionen Ruse, i den norra delen av landet, 230 km nordost om huvudstaden Sofia.
Trakten runt Pirgovo består till största delen av jordbruksmark. Runt Pirgovo är det ganska glesbefolkat, med 28 invånare per kvadratkilometer.